# Nacional FC
Nacional Futebol Clube – brazylijski klub piłkarski z siedzibą w mieście Manaus, stolicy stanu Amazonas.

## Osiągnięcia
- Mistrz stanu Amazonas (Campeonato Amazonense) (43): 1916, 1917, 1918, 1919, 1920, 1922, 1923, 1933, 1936, 1937, 1939, 1941, 1942, 1945, 1946, 1950, 1957, 1963, 1964, 1968, 1969, 1972, 1974, 1976, 1977, 1978, 1979, 1980, 1981, 1983, 1984, 1985, 1986, 1991, 1995, 1996, 2000, 2002, 2003, 2007, 2012, 2014, 2015
- Wicemistrz stanu Amazonas (Campeonato Amazonense) (13): 1965, 1967, 1970, 1975, 1982, 1987, 1989, 1990, 1993, 1994, 2001, 2005, 2009
- Torneio Início do Campeonato Amazonense (15): 1946, 1948, 1962, 1964, 1967, 1970, 1973, 1974, 1975, 1978, 1981, 1992, 1999, 2000, 2004
- Taça Pacto Amazônico: 1981
- King of Morocco Cup (Rabat): 1984

## Historia
Klub założony został 13 stycznia 1913 pod początkową nazwą Eleven Nacional.
Pierwszy mecz w mistrzostwach stanu Amazonas (Campeonato Amazonense) Nacional rozegrał 8 lutego 1914 - przeciwnikiem był klub Manaós Sporting.